# Саръгьол (област)
Вижте пояснителната страница за други значения на Саръгьол.
Саръгьол или Саръ гьол или Сари гьол (на гръцки: Καρδιά, или Σαριγκιόλ, Σαρῆ Γκιόλ) или Кайлярското поле e голяма котловина в Южна Македония, Гърция. Котловината е обградена от изток от планината Каракамен, с подразделенията ѝ Негушка планина на североизток и Докса на югоизток, от югозапад от Синяк (Синяцико), от северозапад от Нередската планина (Верно). На юг Саръгьол преминава в кожанското поле Егри Буджак, а на север са четирите езера - Руднишко, Зазерци, Островско и Петърско и планините Радош (Мала река) и Малка Нидже. Главно селище е Кайляри (Птолемаида).